# Manningis
Manningis is een geslacht van kreeftachtigen uit de klasse van de Malacostraca (hogere kreeftachtigen).

## Soort
- Manningis arabicum (D. A. Jones & Clayton, 1983)